# Dieter Ammann
Dieter Ammann (Aarau, 17 marzo 1962) è un musicista e compositore svizzero.

## Biografia
Dieter Ammann cresce in un ambiente familiare musicalmente stimolante. Dopo la maturità intraprende un corso di laurea in musica all’Akademie für Schul- und Kirchenmusik a Lucerna; allo stesso tempo frequenta per un semestre la Swiss Jazz School di Berna.
Successivamente si improvvisa per un po' di tempo musicista Jazz. Suona dai primi anni ’80 come trombettista, tastierista e bassista in una Band Funk chiamata Donkey kong’s Multiscream, come sideman con Marco Käppeli e con altri gruppi per esempio al Festival internazionale di Colonia, Willisau, Anversa e Lugano
Le produzioni discografiche e le sessioni di registrazione lo mettono in contatto con diversi artisti come Eddie Harris, Peter Brötzmann e Udo Lindenberg. Successivamente segue un corso di studi in Teoria e Composizione all’Accademia di Musica a Basilea, seguito dal Master tenuti da personalità come Wolfgang Rihm, Witold Lutosławski e altri.
Negli anni ’90 si concentra sulla composizione; per i suoi concerti e la produzione di musica da camera ottiene numerosi riconoscimenti nazionali e internazionali (ad esempio un premio dal consiglio di amministrazione di Argovia, il primo premio nella competizione dei compositori della fondazione IBLA di New York, la borsa di studio Franz Liszt della „Weimar Kulturstadt Europas“, il primo premio „Young composers in Europe“ a Lipsia e altri). È anche professore di Teoria/composizione alla scuola di musica di Lucerna
Nel dicembre 2010 riceve insieme a sua moglie Yolanda il titolo di cittadino onorario della città di Zofingen.

## Attività condotte finora
- Incarico di compositore (ad esempio per il Festival di Lucerna, il Mondrian Ensemble di Zurigo, l’orchestra da camera di Basilea, Europäischer Musikmonat e altre)
- Esibizioni nel paese stesso e all’estero (ad esempio nella Gewandhaus (Lipsia)), nell'accademia delle belle arti di Baviera, nella sala da concerto Philharmonie di Berlino, al Centre Culturel Suisse a Parigi,nel Festival ”Lichtung” di Tokyo, nello Spring Festival Port Fairy (AUS), Bucarest (World Music Days 99) e altre).
- Improvvisazioni (partecipazione al Festival internazionale di Willisau, Lugano, Colonia, Anversa) anche come ”freelance musician”.
- Professore di composizione, tecnica compositiva e prassi strumentale alla Musikhochschule di Lucerna (Facoltà I e II)  Membro delL’ IGNM Membro della giuria di competizioni di musica della città di Lucerna Direttore artistico di una serie di concerti a Hirzen

## Riconoscimenti

### Riconoscimenti nazionali
1991: premio per giovani talenti del consiglio di amministrazione di Argovia

1993: premio del consiglio di amministrazione di Argovia 
 1996: premio del consiglio di amministrazione di Argovia 

### Riconoscimenti internazionali
- 1995: primo premio in Svizzera nella competizione  ”Young composers in Europe”, Lipsia
- 1996: primo premio nella ”International Competition for Composers” (in honor of Luciano Berio) della fondazione IBLA di New York
- 1997: primo premio nella competizione internazionale  ”Symposium NRW für Neue Musik” nell’ambito del Festival ”Niederrheinischer Herbst”
- 1997: vincitore della borsa Franz Liszt della scuola superiore di Musica Franz Liszt di Weimar
- 1999: Second Level Award nel ”International Competition for Composers” della fondazione IBLA di New York
- 2003: Composer-in-residence nel diciottesimoFestival Internazionale della Musica a Davos (CH)
- 2008: Ernst von Siemens Musikpreises
- 2009: Composer-in-residence nel Festival les muséiques Basilea
- 2010: Composer-in-residence nel Festival di Lucerna

## Opere
- Piece For Cello, Imagination against numbers, per violoncello(1994, rev. 1998)
- Regard Sur Les Traditions, avec quelques trompes d’oreille, per violino (1995)
- The Freedon Of Speech, per flauto, clarinetto, violino violoncello, piano und percussioni (1995/96)
- Gehörte Form – Hommages I – II – III, per violino, viola e violoncello  (1998)
- Violation, per violoncello (1998/99, für Yolanda)
- Boostper orchestra (2000/01)
- Core, per orchestra (2002)
- A(tenir)tension, Trio per flauti e percussioni (2002)
- Geborstener Satz, quartetto d'archi (2003)
- Aprés Le Silence,per violino violoncello e piano (2004/05)
- Presto Sostinato,per orchestra  (2006)
- stellen,per 14 archi (2007/08)
- Streichquartett Nr.2 (Distanzenquartett),per due violini , viola e violoncello (2009)
- TURN, per orchestra (2010)
- CUTE, per flauto e clarinetto (2011)
- unbalanced instability, concerto per violini e orchestra  (2012–2013)
- Le réseau des reprises,2013–2014
- glut,per orchestra (2014–2016),